# Antanimandry
Antanimandry – gmina na Madagaskarze, w regionie Vakinankaratra, w dystrykcie Antsirabe II. W 2001 roku zamieszkana była przez 9 108 osób. Siedzibę administracyjną stanowi miejscowość Antanimandry.